# قتاد حواري
القَتَاد الحواري (باللاتينية: Astragalus hauarensis) نوع نباتي عشبي من جنس القتاد.

## البيئة والانتشار
موطنه المغرب العربي ومصر.

## مرادفات للاسم العلمي
- (باللاتينية: Astragalus ghizensis Delile)